# Aaron Wise
Aaron Wise (2 de mayo de 1844 - 30 de marzo de 1896) fue un rabino estadounidense. Wise se educó en las escuelas talmúdicas de Hungría, y en el seminario de Eisenstadt, donde estudió con el judío Azriel Hildesheimer, posteriormente asistió a las universidades de Leipzig y Halle, en Sajonia-Anhalt, recibiendo su doctorado en esta última institución.

## Vida y obra
El Rabino Aaron Wise ayudó a Bernard Fischer a revisar el léxico Buxtorf y durante varios años fue director de escuelas en su ciudad natal. Durante un tiempo se identificó con el partido haredí en Hungría, actuando como secretario de la organización Shomer Ha-Dat y editando un semanario en yidis. En 1873, Wise emigró a los Estados Unidos y en 1874 se convirtió en rabino de la Congregación Baith Israel en Brooklyn; dos años más tarde fue nombrado rabino del templo Rodeph Shalom en Nueva York, cargo que ocupó hasta su muerte.
Wise fue el autor de Beth Aharon, un manual de escuela religiosa; y compiló un libro de oraciones para el uso de su congregación. Durante algún tiempo fue editor del Jewish Herald de Nueva York y del Boston Hebrew Observer; y contribuyó a los anuarios de la Asociación de ministros judíos de América, y con otras publicaciones periódicas. Wise fue uno de los fundadores del Seminario Teológico Judío de América y el primer vicepresidente de su junta asesora de ministros. Aaron Wise fundó la Hermandad de Servicio Personal Rodeph Shalom, que estableció la Escuela Industrial Aaron Wise en su bendita memoria. Su esposa fue Sabine Fisher (nacida alrededor de 1844), con quien se casó en 1864; tuvieron tres hijas y tres hijos, incluido el Rabino Stephen Samuel Wise. Aaron Wise, era hijo del rabino jefe Joseph Hirsch Weiss.